# Mustafa Kandıralı
Mustafa Kandıralı (* 1930 mit dem Namen Kadıoğlu in Kandıra – 27. Dezember 2020, Tuzla (Istanbul)) war ein türkischer Klarinettist. Er erhielt seine musikalische Ausbildung auf Wunsch seines Vaters in Kandıra, doch dann zog es ihn nach Istanbul. Nachdem er in den 1950er Jahren begonnen hatte, türkische Volksmusik zu spielen, entwickelte er, vor allem auf der Basis von Roma-Musik, einen auch westlich geprägten eigenen Stil. Er hat Musiker wie Zeki Müren, Safiye Ayla und Müzeyyen Senar begleitet und jammte 1954 mit Louis Armstrong.